# Михайло-Архангельская церковь (Бирля)
Михайло-Архангельская церковь — утраченный православный храм в селе Бирля Мелекесского района Ульяновской области.

## История
В 1881 году в Бирле, на средства прихожан, была построена деревянная, на каменном фундаменте, церковь. Двухпрестольная: во имя Архистратига Михаила и Николая Чудотворца. Церковь была  рассчитана на 700 человек, освящена в 1882 году.
В 1937 году церковь закрыли, но была открыта в 1946 году. В 1953 году церковь вновь закрыли. В 1954—1955 годах, при создании Куйбышевского водохранилища, церковь разобрали.
В 1990 году из пустовавшего дома был воссоздан храм Архангела Михаила.

## Имущество
Для причта отвели 33 десятины (36 га) земли, в том числе 29 (31,7 га) пахотной и 4 луговой (4,3 га). Дома для служителей устроили на мирской земле. Жалование они получали от общества: 424 рубля 46 копеек ежегодно.
В церковной ведомости 1907 года отмечалось, что храм вмещал 700 человек. К 1907 году ограда обветшала. Кладбище, огороженное плетнём, размещалось вне села. Как и прежде, жалование священнику и псаломщику выделяли прихожане, в 1907 году эта сумма составила те же 424 рубля. Хлебные сборы из-за недорода совершенно упали, а годовой доход за требоисправления не превышал 500 рублей. Под церковной площадью находилось четыре десятины (4,4 га), а усадебной земли под новыми домами причта — одна десятина (1,1 га).
В храмовой библиотеке хранилось 64 названий книг и 54 томов для чтения, одобренных Святейшим Синодом. Священник заметил, что «книг, заслуживающих особенного внимания, в археологическом, догматическом, историческом, миссионерском и других отношениях, не имеется».

## Причт
- Священник Александр Васильевич Терновский (с 3.1882)[2];
- Псаломщик Михаил Александров (с 3.1882)[2];
- Священник Михаил Николаевич Богородицкий (с 1.1907)[2];
- Псаломщик диакон Константин Михайлович Раев (с 1905)[2];